# Gösta Salomonsson
Nils Gösta Salomonsson, född 23 september 1925 i S:t Matteus församling i Stockholm, död 4 april 2002 i Vrinnevi församling i Östergötlands län, var en svensk meteorolog.
Efter studentexamen i Stockholm 1945 avlade Salomonsson meteorologexamen 1949 och anställdes samma år vid SMHI. Han blev e.o. meteorolog 1950, statsmeteorolog 1963, e.o. förste statsmeteorolog 1969 och byrådirektör vid veckoprognosavdelningen 1975. Han var även känd som TV-meteorolog.
Han gifte sig 1950 med Ingegerd Cato (1928–2009) och fick barnen Ingemor 1949, Pär 1952 och Annika 1961.